# گیرنده آسیالوگلیکوپروتئین
گیرنده‌های آسیالوگلیکوپروتئین (انگلیسی: Asialoglycoprotein receptor) لکتین‌هایی هستند که به آسیالوگلیکوپروتئین و گلیکوپروتئین‌هایی که سیالیک اسیدشان برداشته شده و ریشه‌های گالاکتوزی‌شان آشکار شده، اتصال می‌یابند. این گیرنده‌ها در هپاتوسیت‌های کبد واقع شده‌اند و گلیکوپروتئین یادشده را از جریان خون بر می‌زدایند.
بیان این گیرنده‌ها بر سطح سلول‌های کبدی، رده‌های سلولی نامیرا برخی از انواع کارسینوماهای انسان و سلول‌های سرطان کبد تشدید می‌شود. این گیرنده‌ها به میزان اندکی نیز توسط سلول‌های غده‌ای کیسه صفرا و معده ساخته می‌شود. از لاکتوبیونیک اسید برای دارورسانی به سلول‌هایی که گیرنده‌های آسیالوگلیکوپروتئین را بیان می‌کنند، استفاده شده‌است.